# أمبيا
أمبيا هي قرية سورية تتبع منطقة قطنا في محافظة ريف دمشق. ووفقًا للمكتب المركزي للإحصاء في سوريا بلغ عدد سكان أمبيا 412 نسمة في تعداد عام 2004. وسكانها هم في الغالب من الطائفة الدرزية.

## روابط خارجية
33°27′0″N 36°2′41″E / 33.45000°N 36.04472°E